# Brooklyn
Pour les articles homonymes, voir Brooklyn (homonymie).
Brooklyn (prononcé en anglais : [ˈbrʊklɨn]) est l'un des cinq arrondissements (en anglais : borough) de la ville de New York, les quatre autres étant Manhattan, Queens, le Bronx et Staten Island. Il est coextensif au comté de Kings (en anglais : Kings County), découpage administratif de l'État de New York, mais ce dernier ne fonctionne pas comme un comté à proprement parler, en effet il n'a aucun pouvoir et dépend entièrement de l'autorité municipale. Avec une population de plus de 2 582 830 habitants en 2018, il s'agit de l'arrondissement le plus peuplé de la ville de New York.

## Géographie

Situation de Brooklyn (en rouge) dans l'État de New York.

L'arrondissement de Brooklyn occupe l'extrémité ouest de Long Island et est voisin de celui de Queens. Sa côte nord est définie par l'East River, qui la sépare de Manhattan. Brooklyn y est relié depuis 1883 par le pont de Brooklyn, qui est le plus ancien pont suspendu des États-Unis. D'autres ponts ont été construits ultérieurement, dont le pont de Williamsburg et le pont de Manhattan. La côte médiane de l'arrondissement touche l'Upper New York Bay. Le Buttermilk Channel sépare l'arrondissement de Governors Island. Au sud-ouest se trouvent la Gowanus Bay et le Gowanus Canal. À son extrémité ouest, Brooklyn est séparé de Staten Island par the Narrows, où se rejoignent Upper et Lower New York Bay. Le pont Verrazzano-Narrows, inauguré en 1964, permet de lier les deux arrondissements. De 1964 à 1981, il est le plus long pont suspendu du monde. Au sud se trouve Coney Island avec ses quartiers de Brighton Beach et de Manhattan Beach et à l'est la baie de Jamaica.
La superficie de Brooklyn est de 251 km2, dont 183 km2 de terres émergées. Son point le plus élevé se situe aux alentours de Prospect Park et de Green-Wood Cemetery, à environ 61 mètres au-dessus du niveau de la mer. Le quartier de Brooklyn Heights, dans le centre-ville, est construit sur une hauteur.

## Histoire
Les Néerlandais sont les premiers Européens à coloniser la région occidentale de Long Island, qui était jusqu'alors habitée par la tribu amérindienne Canarsie. Ils y établissent en 1624 Midwout (Midwood). Ils achètent aux Mohawks le territoire qui s'étend sur les quartiers actuels de Gowanus (Brooklyn), Red Hook, du Brooklyn Navy Yard (voir New York Navy Yard) et de Bushwick. La fondation du village de Breuckelen — du nom de la ville de Breukelen aux Pays-Bas — est autorisée par la Compagnie néerlandaise des Indes occidentales en 1646, devenant ainsi la première municipalité de la Nouvelle-Néerlande.
Les Néerlandais perdent le village lors de la conquête britannique de leur colonie en 1664. En 1683 les Britanniques réorganisent la Province de New York en douze comtés, eux-mêmes subdivisés en villes; le nom de celui de Breuckelen évolue : de Brockland, Brocklin, puis Brookline, il finit par devenir Brooklyn. Brooklyn reprend le découpage administratif du comté de Kings. Ce nom avait été attribué en l'honneur du roi Charles II d'Angleterre.
Le 27 août 1776 s'y déroule la bataille de Long Island (dite aussi « bataille de Brooklyn »), lors de la guerre d'indépendance.
En 1883, le pont de Brooklyn est achevé, ce qui facilite la communication entre la ville et Manhattan. La création de lignes de métro contribue également à la croissance de Brooklyn à la fin du XIXe siècle, qui annexe les autres bourgs et villages du comté de Kings et finit par fusionner avec celui-ci.

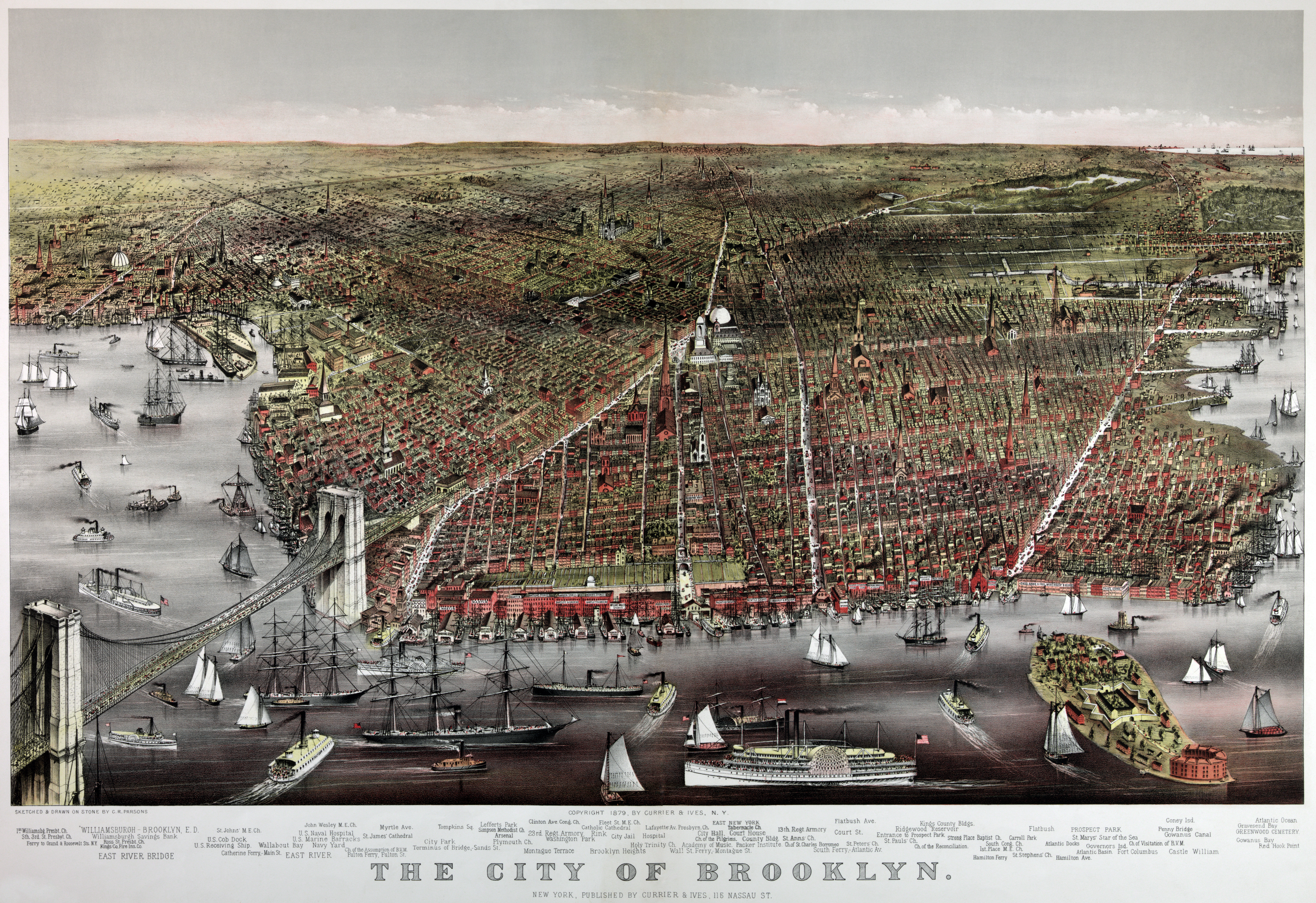
Représentation de Brooklyn dans les années 1890.

En 1894, les résidents de Brooklyn votent à une faible majorité pour se joindre à Manhattan, au Bronx, au Queens et à Richmond (plus tard Staten Island) pour devenir un des cinq arrondissements de la ville moderne de New York. Ce référendum a pris effet en 1898.
Cet arrondissement de la Big Apple connaît depuis le début du XXIe siècle un nouveau dynamisme qui se remarque notamment par l'essor des quartiers d'affaires de Greenpoint et Williamsburg. Plusieurs entreprises installent des bureaux de l'autre côté de l'East River.

## Démographie
Composition ethno-raciale en 2010, :
- Noirs (31,9 %)
- Hispaniques et Latinos (18,4 %)
- Asiatiques (10,4 %)
- Blancs non hispaniques (35,7 %)
- Métis (3,0 %)
- Autres (0,6 %)

| Indicateur                          | Brooklyn | États-Unis |
| ----------------------------------- | -------- | ---------- |
| Personnes de moins de 5 ans         | 7,3 %    | 6,1 %      |
| Personnes de moins de 18 ans        | 22,9 %   | 22,6 %     |
| Personnes de plus de 65 ans         | 13,5 %   | 15,6 %     |
| Femmes                              | 52,6 %   | 50,8 %     |
| Personnes par foyer                 | 2,73     | 2,64       |
| Vétérans                            | 1,6 %    | 8,0 %      |
| Personnes nées à l'étranger         | 37,2 %   | 13,2 %     |
| Personnes sans assurance maladie    | 8,8 %    | 10,2 %     |
| Personnes avec un handicap          | 6,0 %    | 8,6 %      |
| Revenus annuels                     | 28 134 $ | 29 829 $   |
| Personnes sous le seuil de pauvreté | 20,6 %   | 12,3 %     |
| Diplômés du lycée                   | 80,0 %   | 87,0 %     |
| Diplômés de l'université            | 34,1 %   | 30,3 %     |

Brooklyn accueille une des plus importantes communautés de Pakistanais aux États-Unis avec 14 221 personnes. Parmi la population d'origine européenne, 9,41 % sont des descendants d'Italiens, 3,70 % d'Irlandais, 1,81 % d'Allemands et 1,19 % d'Anglais.
On retrouve une importante communauté juive orthodoxe à Brooklyn, principalement dans les quartiers de Borough Park, Williamsburg et Crown Heights.
Le comté de Kings est le comté le plus peuplé de l'État de New York, et le second comté des États-Unis au niveau de la densité de population, après Manhattan.

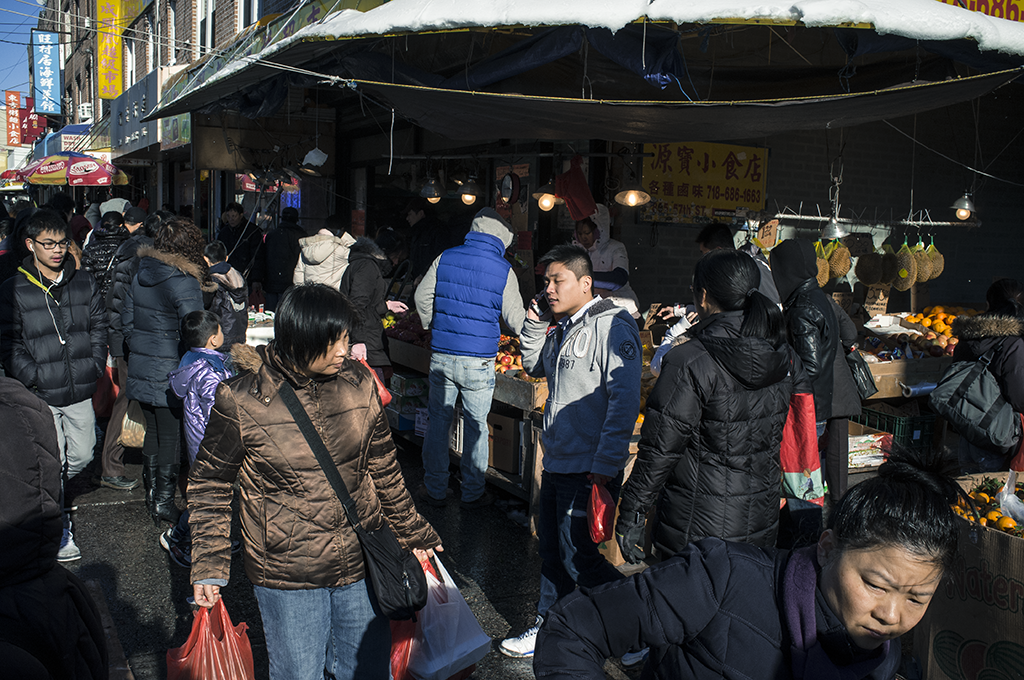
Un Chinatown (quartier chinois) à Brooklyn.
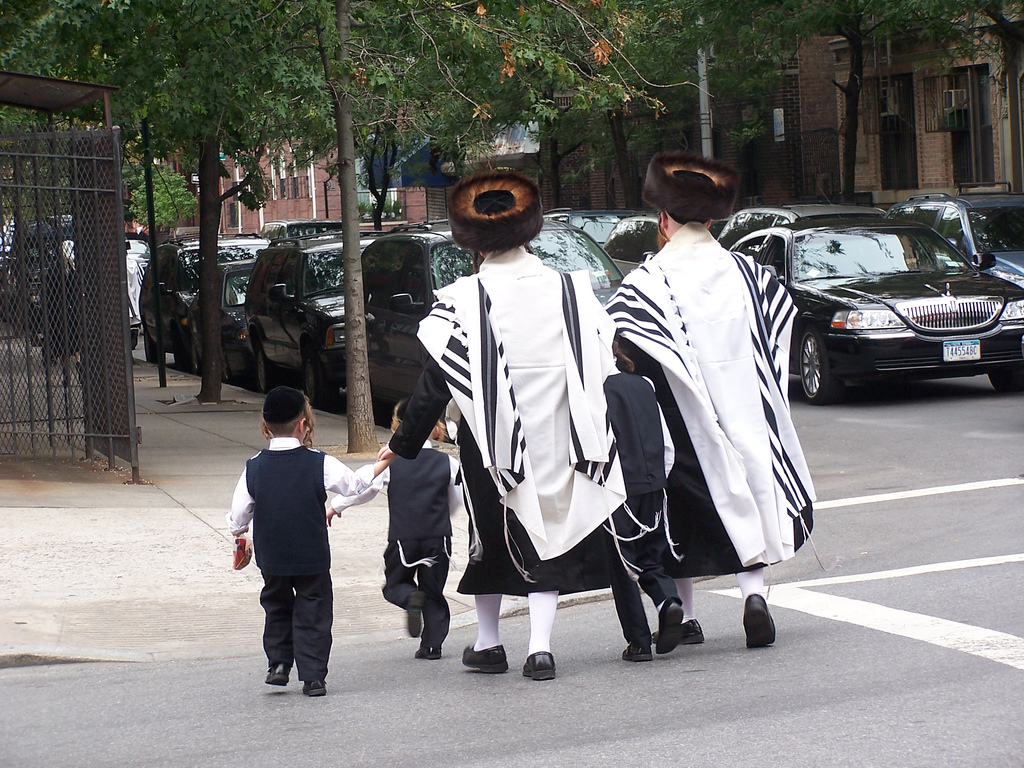
28 % de la population de Brooklyn est juive[7], le pourcentage le plus élevé pour un territoire urbain en dehors d'Israël.
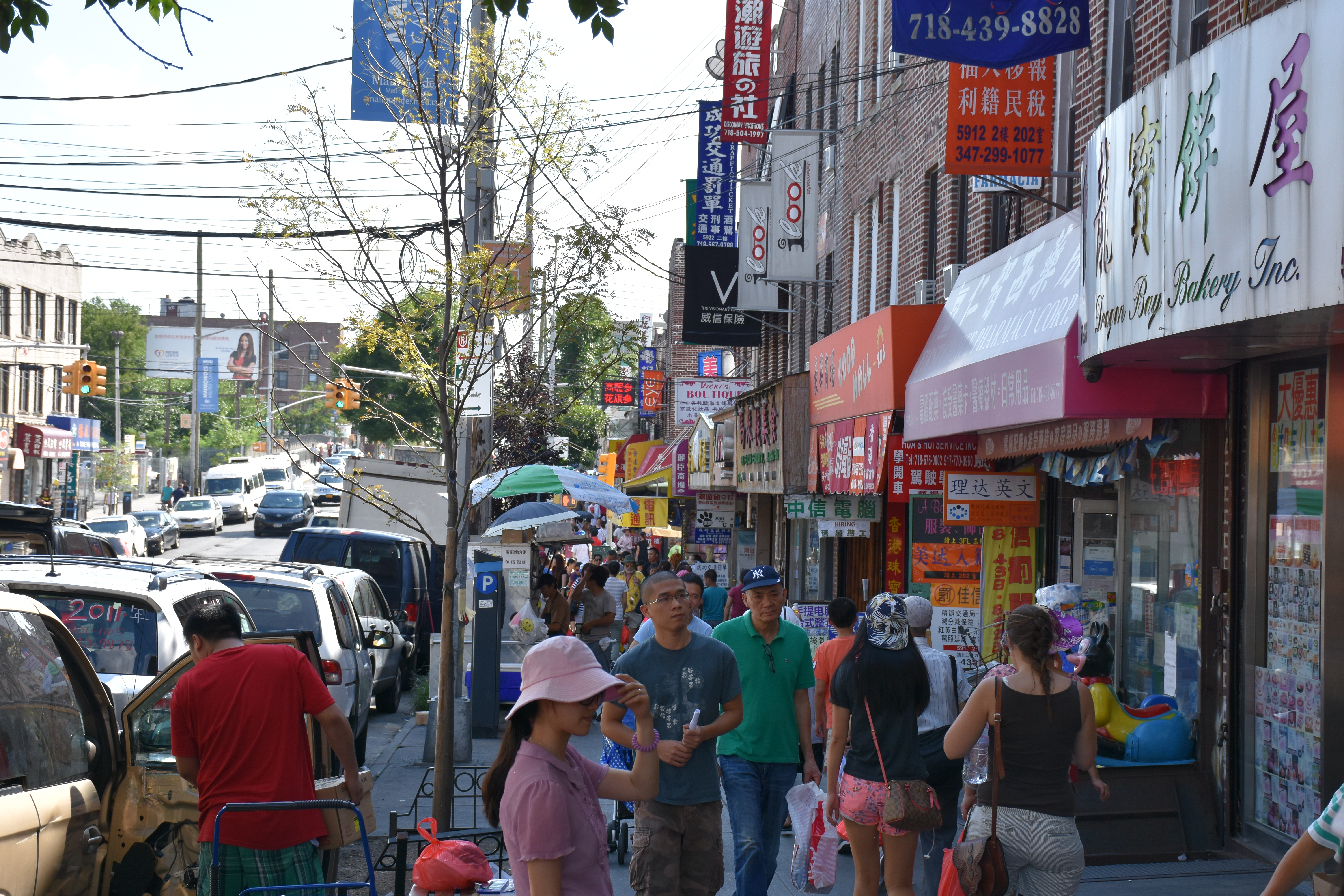
Scène de rue à Sunset Park.

### Langues
| Langues            | Brooklyn | New York | États-Unis |
| ------------------ | -------- | -------- | ---------- |
| Anglais            | 53,45 %  | 50,96 %  | 78,95 %    |
| Espagnol           | 16,62 %  | 24,56 %  | 13,05 %    |
| Chinois            | 7,24 %   | 5,92 %   | 1,05 %     |
| Russe              | 5,33 %   | 2,49 %   | 0,30 %     |
| Créole français    | 3,07 %   | 1,41 %   | 0,27 %     |
| Yiddish            | 3,50 %   | 1,12 %   | 0,05 %     |
| Arabe              | 1,22 %   | 0,80 %   | 0,35 %     |
| Hébreu             | 1,01 %   | 0,59 %   | 0,07 %     |
| Italien            | 0,99 %   | 1,00 %   | 0,22 %     |
| Français           | 0,87 %   | 1,11 %   | 0,43 %     |
| Polonais           | 0,84 %   | 0,70 %   | 0,19 %     |
| Ourdou             | 0,84 %   | 0,60 %   | 0,14 %     |
| Langues africaines | 0,56 %   | 1,07 %   | 0,33 %     |
| Grec               | 0,33 %   | 0,54 %   | 0,10 %     |
| Autres             | 4,13 %   | 7,13 %   | 7,50 %     |

### Lieux de culte
L'Église baptiste Emmanuel, la cathédrale orthodoxe russe de New York, la Synagogue d'East Midwood sont des monuments historiques.

## Symboles
La devise officielle de Brooklyn est « Een Draght Mackt Maght », elle est similaire à la devise de la Belgique « Eendracht maakt macht ». Écrite en néerlandais, elle s'inspire de la devise des Provinces-Unies et peut être traduite par « Dans l'unité est la force » ou encore en français par « L'union fait la force ». Cette devise apparaît sur le drapeau et l'emblème officiels de l'arrondissement, qui comportent également une jeune femme, un emblème traditionnel de républicanisme. Les couleurs officielles de Brooklyn sont le bleu et l'or.

## Quartiers

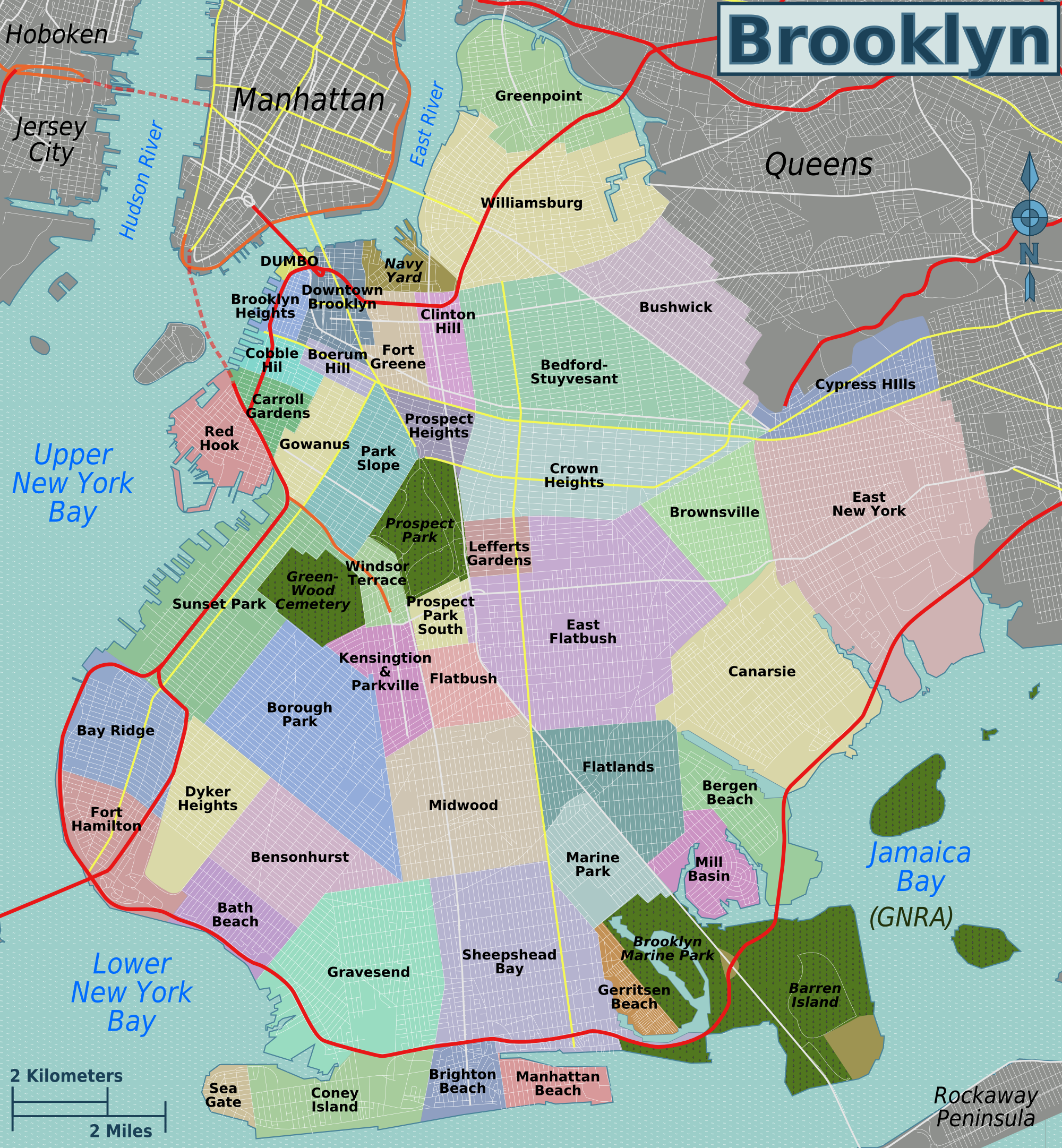
Quartiers de Brooklyn.

L'arrondissement de Brooklyn peut être divisé en de nombreux quartiers distincts, dont la plupart se sont développés à partir de villages et de villes datant de la colonisation néerlandaise des années 1600.

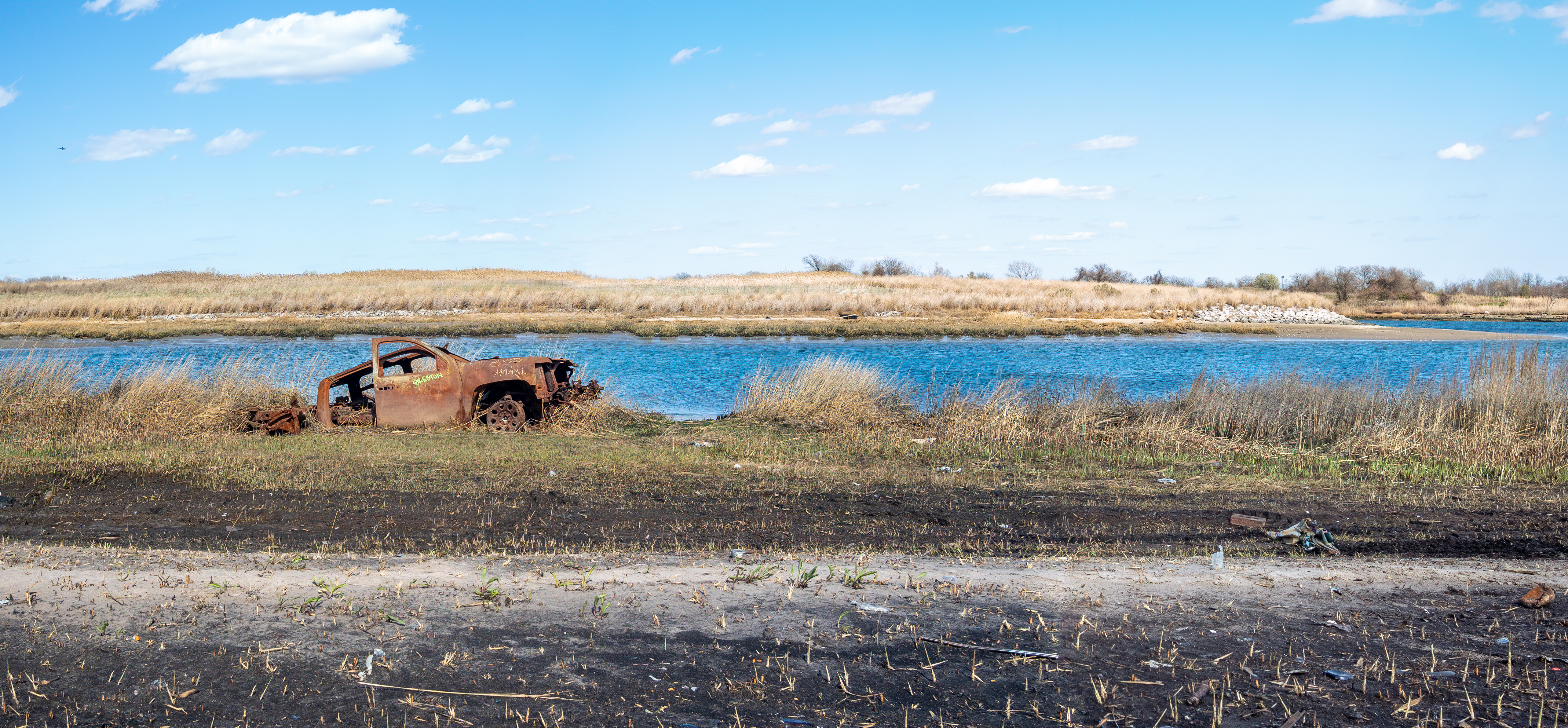
Vers Marine Park (Brooklyn park), auprès du Salt Marsh Nature Trail en 2020.

Sunset Park à Brooklyn en 2021.

Aujourd'hui Downtown Brooklyn est un important quartier d'affaires, le troisième de la ville de New York après Midtown et Lower Manhattan.
Les quartiers situés au nord-ouest entre le pont de Brooklyn et Prospect Park sont Boerum Hill, Brooklyn Heights, Carroll Gardens, Cobble Hill, Clinton Hill, Vinegar Hill, Dumbo, Fort Greene, Gowanus, Park Slope, Prospect Heights et Red Hook. Ils sont caractérisés par l'architecture spécifique des townhouses et brownstones datant du XIXe siècle. Le phénomène de gentrification les place parmi les quartiers les plus riches de Brooklyn. Bien desservis par les lignes de métro, ils comprennent de nombreuses institutions culturelles et des restaurants aux prix élevés.
Plus au Nord se trouvent Williamsburg et Greenpoint, traditionnellement habités par les classes ouvrières. De nouvelles populations s'y sont installées depuis la fin des années 1990, dont des artistes. Des constructions d'immeubles résidentiels sont en cours dans cette partie attractive de la ville.
La partie centrale et le sud de l'arrondissement comprennent d'autres quartiers distincts aux niveaux architectural et culturel, dont plusieurs sont apparus à la fin du XIXe siècle et au début du XXe siècle. Borough Park est un quartier marqué par le judaïsme orthodoxe, Bedford-Stuyvesant est un des quartiers de New York accueillant une communauté afro-américaine importante, Bensonhurst est historiquement un quartier italien. À East Flatbush et Fort Greene résident les classes moyennes. Brighton Beach regroupe de nombreux Russes. Depuis 1990, des quartiers comme Sunset Park (en) sont la destination des nouveaux immigrants et sont donc le centre des communautés mexicaines et chinoises.

## Économie

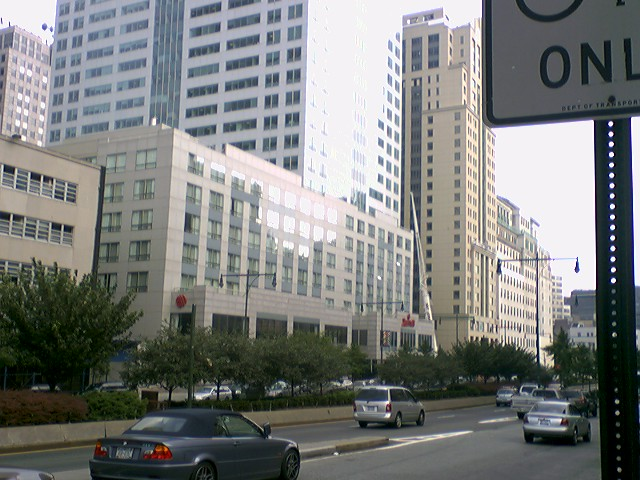
Downtown Brooklyn.

Le marché du travail de Brooklyn est conduit par trois facteurs principaux : la performance de l'économie de la ville, les flots de population et la position de l'arrondissement en tant que back office commode pour les entreprises de New York. 44 % de la population active de l'arrondissement, soit 410 000 personnes, travaillent à Brooklyn. Plus de la moitié des actifs travaillent dans un autre arrondissement, surtout à Manhattan, qui présente des conditions économiques attrayantes pour les demandeurs d'emploi de Brooklyn. L'immigration internationale forte génère des emplois dans les services, la vente au détail et la construction. Ces dernières années Brooklyn tire bénéfice d'un afflux régulier d'opérations financières depuis Manhattan, de la croissance rapide de l'économie de pointe et de divertissement de DUMBO (Down Under the Manhattan Bridge Overpass : zone située entre les viaducs des ponts de Manhattan et de Brooklyn) et de l'importance croissante des services de support tels que la comptabilité, les agences d'approvisionnement et les sociétés de services informatiques.
Jusqu'en 1975, les emplois de l'arrondissement étaient traditionnellement liés à la fabrication. Depuis, l'économie a évolué et s'est tournée vers les services. En 2004, 215 000 habitants travaillaient dans le secteur des services et 27 500 dans celui de la fabrication, secteur en déclin, mais qui demeure une base substantielle en ce qui concerne le vêtement, la conception de meubles, des métaux et des produits alimentaires. La société pharmaceutique Pfizer dispose d'une usine à Brooklyn qui emploie 990 personnes. D'abord établi comme usine de construction navale, le Brooklyn Navy Yard a employé jusqu'à 70 000 personnes durant la Seconde Guerre mondiale. C'est aujourd'hui un centre important pour les firmes de design industriel, les entreprises de transformation des produits alimentaires, les artisans, sans oublier une industrie croissante de production de film et de télévision. Environ 230 sociétés privées emploient au total 4 000 personnes dans cet ancien chantier naval.
En 2000, la construction et les services étaient les secteurs au développement le plus rapide. La plupart des employeurs de Brooklyn sont de petites entreprises. Toujours en 2000, 91 % des 38 704 entreprises établies à Brooklyn avaient moins de vingt employés.
Le taux de chômage s'élevait à 5,9 % en mars 2006.

## Culture
La Brooklyn Public Library est la bibliothèque publique de Brooklyn. Cinquième plus grande du pays, elle est indépendante de la Bibliothèque de New York (la New York Public Library). Outre la Central Library, qui fait face à la Grand Army Plaza, elle compte en outre 58 bibliothèques annexes réparties à travers l'arrondissement.
La Brooklyn Academy of Music, ou BAM, est un centre culturel important de l'arrondissement, proposant un des meilleurs programmes de la ville en matière de théâtre et danse contemporaine. La BAM est également le site d'un prestigieux cinéma indépendant d'art et d'essai. De nombreux habitants de Manhattan traversent le « fleuve », l'East River, pour assister aux spectacles du BAM.
Le cœur du street art à New York a longtemps été au 5 Pointz dans le Queens.  Au gré des projets immobiliers, les artistes et graffeurs ont déménagé à Brooklyn, dans le quartier de Bushwick, formant The Bushwick Collective. 

### Tourisme
Le tourisme est porté par de nombreuses attractions et par le souhait de New York d'inciter les voyageurs, dans le sillage d'expériences menées dans différents pays du tourisme durable, à découvrir des quartiers méconnus, comme Brooklyn et le Bronx, et pas seulement "les quartiers traditionnels que les touristes connaissent comme Time Square ou celui de la statue de la Liberté et ainsi encourager une forme de slow tourisme:
- Musée de Brooklyn
- Prospect Park
- Jardin botanique de Brooklyn
- Pont de Brooklyn
- Grand Army Plaza
- L'aquarium de New York
- Le parc de Fort Greene
- Le cimetière de Green-Wood
- Wyckoff House
- Le quartier de Bushwick  mêle street art et des établissements insolites.

### Médias
Brooklyn dispose de trois journaux locaux d'information : le Brooklyn Daily Eagle, le Brooklyn Paper et Courier-Life Publications. Le dernier est le groupe de journaux le plus important de l'arrondissement, avec un lectorat hebdomadaire de plus d'un million de personnes. Bay Currents est un journal publié deux fois par semaine dans le sud de Brooklyn. The Brooklyn Rail est un magazine mensuel consacré aux arts et à la critique littéraire. Il a remporté le Utne Independent Press Award en 2002 et 2003. Les principaux journaux de New York sont également lus à Brooklyn, dont le New York Times, le New York Daily News et le New York Post. La ville de New York possède sa propre chaîne de télévision, officielle, gérée par le NYC Media Group, qui propose des émissions qui ont trait entre autres à l'arrondissement de Brooklyn.

### Culture populaire
En 1995 sortent dans les salles Smoke et Brooklyn Boogie tous deux réalisés par Paul Auster et Wayne Wang. Ces deux films sont une succession de « tranches » de vie de quelques habitants du quartier ayant pour toile de fond un débit de tabac géré par Auggie Wren (Harvey Keitel).
La série américaine Tout le monde déteste Chris (2005) suit la vie d'un jeune noir dans les années 1980, aîné de trois enfants, qui habite à Brooklyn et étudie dans un collège d'un quartier blanc. Sa famille vit dans une brownstone caractéristique du quartier. La série évoque sur le ton humoristique les problèmes sociaux et le racisme.
- Beastie Boys, No Sleep till Brooklyn
- Paul Auster, The Brooklyn Follies
- Alfred Kazin, Retour à Brooklyn
- Paule Marshall, Fille noire, pierre sombre (1959).
- Hubert Selby, Jr., Last Exit to Brooklyn
- Mort Shuman, Brooklyn by the Sea
- Woodkid, Brooklyn
- Ol' Dirty Bastard, Brooklyn Zoo
- Foxy Brown, Brooklyn's Don Diva

« C'est loin de la ville / C'est comme un pays / Que New York secoue et regarde / Comme ses rires ou ses lézardes / Où tous ses rêves ont vieilli / Tout le long de Brighton Beach / À Brooklyn by the sea (au bord de la mer). »
Vers la fin des années 1970 et au début des années 1980, on pouvait assister sur Brighton Beach aux curieuses gesticulations d'un amuseur public surnommé « Disco Freddy ».
Le quartier apparaît dans la série de jeu vidéo Grand Theft Auto tout d'abord dans le premier opus sous le nom de Brocklyn (Univers 2D) 
ensuite dans Grand Theft Auto III, Advance et Liberty City Stories sous le nom de Portland Island (Univers 3D) ainsi que Grand Theft Auto IV  et Grand Theft Auto: Chinatown Wars   sous le nom de Broker. (Univers HD)

## Sport
À partir de 2012, Brooklyn accueille une équipe de ligue majeure, les Nets évoluant dans la NBA. Ils jouent leurs matchs au Barclays Center.
| Équipe                              | Ligue            | Stade           | Création | Titres |
| ----------------------------------- | ---------------- | --------------- | -------- | ------ |
| Nets de Brooklyn (à partir de 2012) | NBA (basketball) | Barclays Center | 1967     | 0      |

Brooklyn comprend de nombreux stades, comme le KeySpan Park, et plusieurs parcs, qui permettent l'exercice sportif. La ville a vu naître de nombreuses célébrités du monde du sport, dont Joe Paterno, Joe Pepitone, Joe Torre, Larry Brown, Mike Tyson, Vitas Gerulaitis, Paul Lo Duca, John Franco, Stephon Marbury, Carmelo Anthony, Michael Jordan, John Halama, Rico Petrocelli, Justin Gatlin et Vince Lombardi.

## Administration

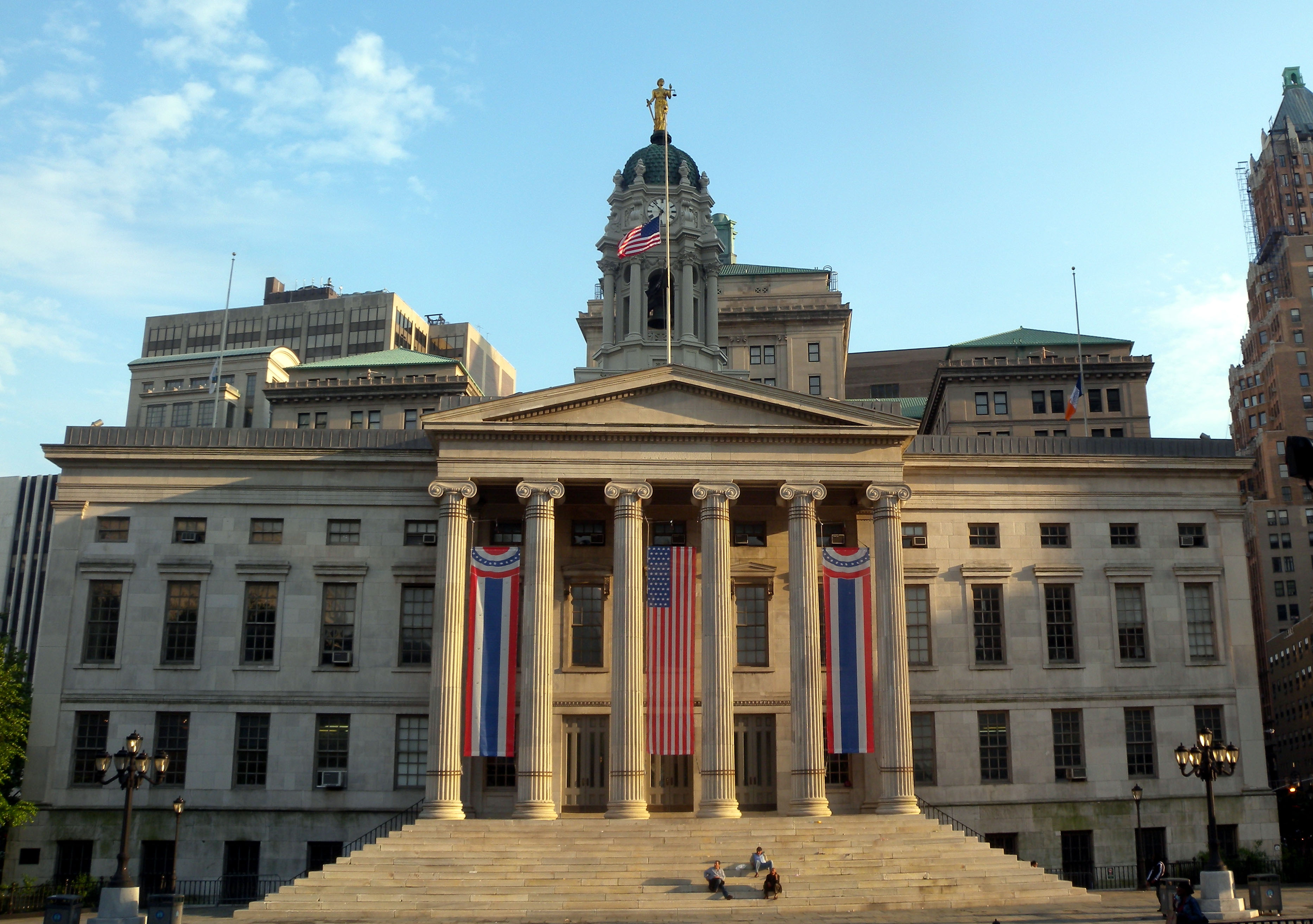
Le Brooklyn Borough Hall.

Brooklyn est l'un des cinq arrondissements (Borough) de la ville de New York. L'administration municipale de New York est divisée en branches exécutive et législative. Le maire de New York (Mayor of New York) est le chef du pouvoir exécutif tandis que le conseil municipal de New York (New York City Council) représente le pouvoir législatif.
Chacun des cinq arrondissements qui composent la ville est représenté par un Borough President. Il s'agit d'un poste représentatif aux pouvoirs très limités qui consiste essentiellement à conseiller le maire à propos du budget et des problèmes relatifs à un arrondissement en particulier. Depuis le 1er janvier 2022, le Président d'arrondissement de Brooklyn est Antonio Reynoso, un démocrate élu en 2021.
Le Parti démocrate est majoritaire à Brooklyn : 69,7 % des électeurs enregistrés sont démocrates. Aucun Républicain n'a reçu de majorité à Brooklyn au cours d'une élection présidentielle depuis environ 50 ans. Lors de l'élection de 2004 John Kerry (D) a reçu 74,9 % des voix, tandis que George W. Bush (R) en a reçu 24,3 %. Il en va de même quant à la représentation des citoyens au Congrès. Le 10e Congressional district de New York, qui comprend Fort Greene, Bedford-Stuyvesant, Brownsville, East New York et Canarsie, est représenté par le démocrate Edolphus Towns. Yvette Clarke représente le 11e Congressional District, composé de Park Slope, Crown Heights, Flatbush, East Flatbush et Prospect Heights. En 1968 cet arrondissement élut Shirley Chisholm, membre-fondatrice de l'organisation Congressional Black Caucus, la première femme Afro-américaine à obtenir un siège au congrès. Le 12e District (Bushwick, Williamsburg, Red Hook et Sunset Park, ainsi que le Lower East Side de Manhattan et des parties de l'ouest du Queens) est représenté par Nydia Velázquez
| Parti             | 1996 | 1997 | 1998 | 1999 | 2000 | 2001 | 2002 | 2003 | 2004 | 2005 |
| ----------------- | ---- | ---- | ---- | ---- | ---- | ---- | ---- | ---- | ---- | ---- |
| Parti démocrate   | 71,0 | 70,8 | 70,8 | 70,7 | 70,3 | 70,6 | 70,1 | 70,0 | 69,2 | 69,7 |
| Parti républicain | 11,5 | 11,3 | 11,1 | 10,9 | 10,5 | 10,2 | 10,1 | 10,1 | 10,1 | 10,1 |
| Autre             | 2,3  | 2,3  | 2,8  | 2,5  | 2,8  | 2,9  | 3,6  | 3,8  | 3,9  | 3,7  |
| Pas d'affiliation | 15,2 | 15,4 | 15,5 | 15,9 | 16,5 | 16,3 | 16,2 | 16,1 | 16,9 | 16,5 |

| Années | Républicains | Républicains | Démocrates | Démocrates |
| Années | %            | Voix         | %          | Voix       |
| ------ | ------------ | ------------ | ---------- | ---------- |
| 1956   | 45,2         | 460 456      | 54,7       | 557 655    |
| 1960   | 33,5         | 327 497      | 66,2       | 646 582    |
| 1964   | 25,0         | 229 291      | 74,8       | 684 839    |
| 1968   | 32,0         | 247 936      | 63,1       | 489 174    |
| 1972   | 49,0         | 373 903      | 50,8       | 387 768    |
| 1976   | 31,1         | 190 728      | 68,3       | 419 382    |
| 1980   | 38,4         | 200 306      | 55,4       | 288 893    |
| 1984   | 38,3         | 285 477      | 61,3       | 328 379    |
| 1988   | 32,6         | 230 064      | 66,3       | 368 518    |
| 1992   | 22,9         | 133 344      | 70,7       | 411 183    |
| 1996   | 15,1         | 81 406       | 80,1       | 432 232    |
| 2000   | 15,7         | 96 605       | 80,6       | 497 468    |
| 2004   | 24,3         | 167 149      | 74,9       | 514 973    |
| 2008   | 20,0         | 151 872      | 79,4       | 603 525    |
| 2012   | 16,9         | 124 551      | 82,0       | 604 443    |
| 2016   | 17,9         | 133 653      | 79,9       | 595 086    |

## Éducation
Les écoles publiques de l'arrondissement sont dirigées par le Département de l'Éducation de la ville de New York (NYC Department of Education), le plus grand ensemble scolaire public des États-Unis.
Parmi les établissements d'enseignement supérieur, on peut citer le Brooklyn College, un senior college de l'université de la ville de New York, le Kingsborough Community College (en), un junior college de cette même université, la Brooklyn Law School, le SUNY Downstate Medical Center (en) et l'université de Long Island (privée).
La Bibliothèque publique de Brooklyn (Brooklyn Public Library) est l'ensemble des bibliothèques publiques de Brooklyn.

## Transport

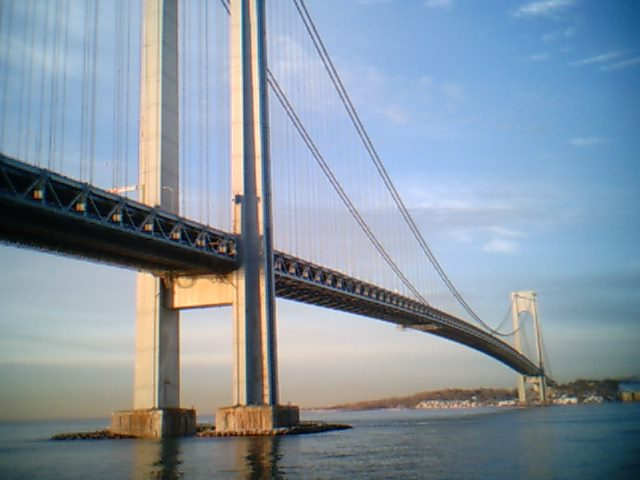
Le pont Verrazzano-Narrows relie Brooklyn à Staten Island.

Brooklyn est desservi par 18 lignes du métro de New York. 92,8 % des habitants devant se rendre à Manhattan utilisent le métro. Les principales stations sont Atlantic Avenue – Barclays Center, Broadway Junction, DeKalb Avenue, Jay Street – MetroTech et Coney Island – Stillwell Avenue. Le réseau de lignes de bus couvre l'intégralité du borough. Les célèbres taxis jaunes de New York, bien qu'ils soient moins nombreux qu'à Manhattan, desservent également Brooklyn. Plusieurs lignes de train de banlieue disposent de gares dans l'arrondissement, dont l'Atlantic Terminal, la gare-terminus de la ligne Atlantique de la Long Island Railroad, et les gares de East New York et Nostrand Avenue. Atlantic Terminal est un hub intermodal de transport (gare de correspondance) important relié aux lignes de métro.
Parmi les autoroutes et les voies rapides qui traversent la ville on peut citer : la Brooklyn-Queens Expressway, l'Interstate 287, la Gowanus Expressway (qui fait partie de la Brooklyn-Queens Expressway), la Prospect Expressway, la New York State Route 27, la Belt Parkway et la Jackie Robinson Parkway. Les rues principales sont Atlantic Avenue, 4th Avenue, 86(th) Street, Kings Highway, Ocean Parkway, Eastern Parkway, Linden Boulevard, McGuiness Boulevard, Flatbush Avenue, Pennsylvania Avenue et Bedford Avenue.
Autrefois Brooklyn avait un rôle portuaire important, particulièrement au niveau du Brooklyn Army Terminal de Sunset Park. La plupart des échanges de marchandises s'effectuent à présent par le port de New York et le New Jersey. Cependant la ville a fait construire un terminal de croisière à Red Hook : le Queen Mary 2 y passe régulièrement pendant ses traversées de l'Atlantique depuis Southampton.

## Personnalités associées à Brooklyn

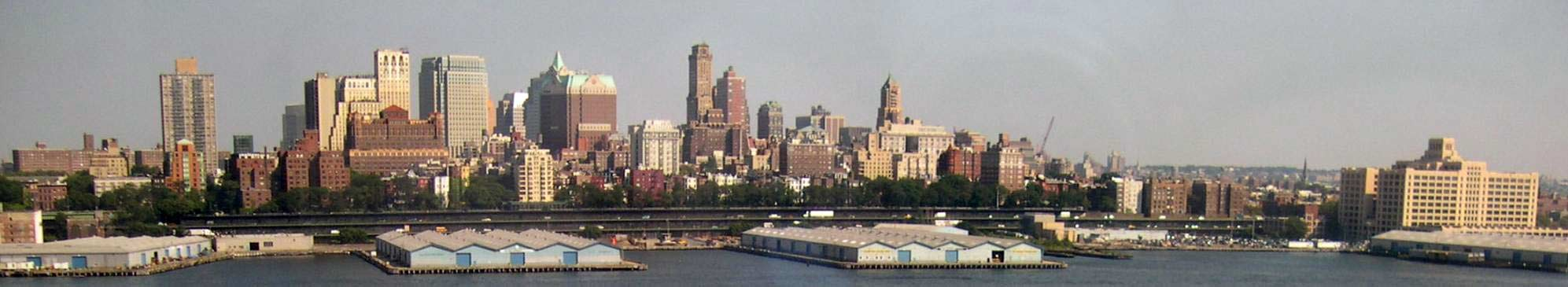
Panorama de Brooklyn depuis Lower Manhattan.

## Jumelages
- Beşiktaş (Turquie) depuis 2007
- Gdynia (Pologne) depuis le 14 février 1991